# Tina Karol
 (avril 2023).
Tina Karol (en ukrainien : Тіна Кароль) est une chanteuse ukrainienne née le 25 janvier 1985 à Orotoukan, dans l'oblast de Magadan, en Union soviétique.

## Biographie

### Enfance
De son vrai nom Tetiana Grigorivna Liberman (ukrainien : Тетяна Григорівна Ліберман), Tina Karol est la fille d'ingénieurs ukrainiens vivant dans l'oblast de Magadan, une région du district fédéral extrême-oriental. Quand elle est née, à Orotoukan, dans le raïon de Iagodnoïe, il faisait -50 °C.
Après que l'Ukraine ait gagné son indépendance, la famille de Tina est revenue dans son pays d'origine.
À douze ans, Tina a commencé à chanter professionnellement. Tina fonde alors son groupe. Pendant sa quatrième année, ses capacités ont retenu l'attention de l'état. L'université a soumis une candidature pour une concession gouvernementale pour Tina. En conséquence, pendant les années 2003 et 2004. Tina était une des interprètes de Verkhovna Rada, le parlement ukrainien.
En tant qu'élément de ses études à l'école musicale, Tina a dû participer aux concerts universitaires de l'état, dans lesquels chaque étudiant doit exécuter une prestation artistique évaluée par les professeurs. 
Elle a étudié à l'université nationale d'aviation de Kiev et Tina est la chanteuse soliste des forces armées et de l'ensemble de danse.

### Carrière
En dépit de son jeune âge, Tina a déjà gagné plus de 23 concours et festivals internationaux. Mais Tina est non seulement une chanteuse renommée mais prend également part à des tournées de théâtre professionnel et joue des rôles principaux dans les spectacles musicaux. Avec un programme si intensif, Tina a toujours le temps pour accueillir une exposition de musique basée sur une télé Ukrainienne, visant à soutenir les enfants doués issus de familles pauvres.
Tina a participé à une tournée de charité de 17 dates aux États-Unis, de New York allant de Philadelphie, Dallas, Détroit, Houston et Milwaukee.
2005 était la meilleure année pour Tina : elle a participé à la boule charitable russe à Londres, à la résidence royale et a gagné le premier prix chez Novaya Volna, un concours international pour des chanteurs de bruit de jeunes. L'identification publique reçue par Tina et a été appelée "femme de l'année" et de la conclusion de l'année.
D'une manière primordiale, la même année, Tina Karol a mené à bien des missions de rétablissement de la paix à deux des points sensibles du monde - l'Irak et le Kosovo. La chanteuse a chanté aux contingents de la force internationale de maintien de la paix à Bagdad et Al-Kut (Irak), et c'étaient non seulement des soldats ukrainiens qui l'ont applaudie ; Les troupes américaines, géorgiennes et britanniques également ont répondu avec enthousiasme. Dans le Kosovo, Tina a été invité à Paris par les conciliateurs français.
De plus, en raison de ces chansons, le ministre ukrainien de la défense a décoré Tina avec une commande d'état pour des missions de rétablissement de la paix. 
Tina participe au Concours Eurovision de la chanson 2006 où elle finit 7e avec 145 points devant l'Arménie avec André et derrière la Lituanie avec les LT United.
Tina signe un premier album en 2006.
Le 26 janvier 2009 Viktor Iouchtchenko a remis à Tina le titre d’Artiste honoré de l'Ukraine.
Dans toute l'Europe, on la surnomme La Shakira de l'Est pour sa voix et son physique, similaire à l'artiste colombienne.
Elle forme un duo avec la chanteuse Yulia Sanina pour créer la bande originale du film Viddana qui sort en 2020.

### Vie privée
Le 15 juin 2008, elle a épousé son producteur Evgeny Ogira (1980-2013),. Le 18 novembre 2008, elle a donné naissance à son premier enfant, un garçon prénommé Veniamin. Le lendemain, le premier ministre ukrainien Yulia Tymoshenko a envoyé à la jeune maman un bouquet de fleurs et une lettre de félicitations, la femme du président ukrainien Viktor Iouchtchenko, Kateryna Iouchtchenko, a envoyé des fleurs et un message et le maire de Kiev Leonid Chernovetskyi a également envoyé un bouquet de roses. 
Un peu moins de 2 mois avant leurs 5 ans de mariage, son mari Evgeny est décédé d'un cancer de l'estomac le 28 avril 2013, à l'âge de 32 ans.

## Albums

### Show Me Your Love (2006)
- 1. Money Doesn't Matter
- 2. Russian Boy
- 3. Life Is Not Enough
- 4. Honey
- 5. Love of My Live
- 6. Show Me Your Love (en)
- 7. Silent Night (version ukrainienne)
- 8. Honey (Fiesta edit)
- 9. Money Doesn't Matter (Remake)
- 10. Show Me Your Love (REMIX radio edit)
- 11. Show Me Your Love (REMIX club edit)
- 12. Vyche Oblakov (Выше облаков)
- 13. Vyche Oblakov (vidéo)

### Notchenka (2007)
- 1. Notchenka (Ноченька)
- 2. Vyche Oblakov (Выше облаков)
- 3. Namaluyu Tobi (Намалюю тобі)
- 4. Poupsik (Пупсик)
- 5. Ty Otpusti (Ты отпусти)
- 6. Vyche Oblakov (Remix)
- 7. Notchenka (Karaoke)
- 8. Vyche Oblakov (Karaoke)
- 9. Poupsik (Karaoke)
- 10. Notchenka (vidéo)
- 11. Vyche Oblakov (vidéo)
- 12. Poupsik (vidéo)

### Polyous Prityajeniya (2008)
- 1. Polyous Prityajeniya (Полюс притяжения)
- 2. Beloe Nebo (Белое небо)
- 3. Lioubliou Ego (Люблю его)
- 4. Ny K Tchemou (Ни к чему)
- 5. Klyoutchik (Ключик)
- 6. Ou Neba Poprosim (У неба попросим)
- 7. Vremya Kak Voda (Время как вода)
- 8. Loosing My Way
- 9. Come On
- 10. Vremya Kak Voda (remix)
- 11. Lioubliou Eho (vidéo)
- 12. Polyous Prityajeniya (vidéo)

### 9 Jizneï (2010)
- 1. 9 Jizneï (9 жизней)
- 2. Kol'tso (Ya Skajou da) (Кольцо (я скажу да))
- 3. Lioubol' (ЛюБоль)
- 4. Zatchem Ya Znayou (Зачем я знаю)
- 5. Radio Baby
- 6. Nie Boïsya (Не бойся)
- 7. Nie Dochtch (Не дощ)
- 8. Nikogda (Никогда)
- 9. Nijno (Ніжно)
- 10. Choukaï Mene (Шукай мене)
- 11. Perejivem Izmeni (Переживем измены)
- 12. Chinchila (Шиншила)
- 13. Ya Niè Berou Troubkou (Я не беру трубку)

## Singles
- 2005 - Vyche Oblakov (Выше облаков)
- 2006 - Show Me Your Love #1
- 2006 - Poupsik (Пупсик)
- 2006 - Notchenka (Ноченька)
- 2007 - Lioubliou Ego (Люблю его)
- 2007 - Polyous Prityajeniya (Полюс притяжения) #2
- 2008 - Klyoutchik (Ключик) #6
- 2008 - Ou Neba Poprosim  (У неба попросим) #2
- 2009 - Ne Boïsia (Не бойся) #3
- 2009 - Radio Baby
- 2010 - Chinchilla (Шиншилла)
- 2010 - Niè Dosh (Не дощ)
- 2011 - Ya skajou da (Я скажу - да)
- 2011 - Zatchem Ya Znayou (Зачем я знаю)

## Autres chansons
- Ya Boudou Tebya Tselovat (avec B. Stone)
- Posvyashchenie v Albom
- Misyats'
- Letniy Roman (avec B. Stone)
- Doucha (avec O. Gavriluk)
- Heal the World (stars ukrainiennes, en hommage à Michael Jackson)